# Дусті (Шахрітуський район)
Ду́сті (тадж. Дӯстӣ) — село у складі Хатлонської області Таджикистану. Входить до складу джамоату Худойназара Холматова Шахрітуського району.
Назва села перекладається як «дружба». До 2012 року село називалось Кізілобод, в радянські часи — участок Кизилабад.
Населення — 1451 особа (2017).